# Dreiband-Europameisterschaft der Damen 2007
Die Dreiband-Europameisterschaft der Damen 2007 war das 2. Turnier in dieser Disziplin des Karambolagebillards und fand vom 5. bis zum 7. Oktober 2007 in Roeser statt. Die Meisterschaft zählte zur Saison 2007/08.

Logo CEB (ausrichtender Verband)

## Geschichte
Ungeschlagen wurde die Niederländerin Therese Klompenhouwer zum zweiten Mal Europameisterin im Dreiband. Im Finale siegte sie gegen Danielle le Bruijn mit 2:0 Sätzen. Platz drei belegten Karina Jetten und Maria Isabel Romia.

## Modus
Gespielt wurde eine Vorrunde im Satzsystem à zwei Gewinnsätze mit vier 4er-Gruppen im Round-Robin-Modus mit Nachstoß. Die Satzdistanz betrug 12 Punkte oder 25 Aufnahmen. Die zwei Gruppenbesten je Gruppe kamen in die Knock-out-Runde. Ab jetzt wurde ohne Nachstoß gespielt. Platz drei wurde nicht ausgespielt.
Platzierung in den Tabellen bei Punktgleichheit:
1. GD = Generaldurchschnitt
2. HS = Höchstserie

## Vorrunde
| Abschlusstabelle Gruppe A | Abschlusstabelle Gruppe A | Abschlusstabelle Gruppe A | Abschlusstabelle Gruppe A | Abschlusstabelle Gruppe A | Abschlusstabelle Gruppe A | Abschlusstabelle Gruppe A | Abschlusstabelle Gruppe A | Abschlusstabelle Gruppe A | Abschlusstabelle Gruppe A |
| Platz                     | Name                      | MP                        | SP                        | Pkte                      | Aufn.                     | GD                        | BED                       | BSD                       | HS                        |
| ------------------------- | ------------------------- | ------------------------- | ------------------------- | ------------------------- | ------------------------- | ------------------------- | ------------------------- | ------------------------- | ------------------------- |
| 1                         | Therese Klompenhouwer     | 6:0                       | 12:0                      | 72                        | 92                        | 0,782                     | 0,970                     | 2,400                     | 5                         |
| 2                         | Maria Isabel Romia        | 3:3                       | 7:7                       | 75                        | 137                       | 0,547                     | 0,533                     | 0,857                     | 4                         |
| 3                         | Helga Mitterböck          | 3:3                       | 7:7                       | 54                        | 129                       | 0,418                     | 0,522                     | 0,631                     | 5                         |
| 4                         | Steffi Träm               | 0:6                       | 0:12                      | 39                        | 124                       | 0,314                     | -                         | -                         | 3                         |

| Abschlusstabelle Gruppe B | Abschlusstabelle Gruppe B | Abschlusstabelle Gruppe B | Abschlusstabelle Gruppe B | Abschlusstabelle Gruppe B | Abschlusstabelle Gruppe B | Abschlusstabelle Gruppe B | Abschlusstabelle Gruppe B | Abschlusstabelle Gruppe B | Abschlusstabelle Gruppe B |
| Platz                     | Name                      | MP                        | SP                        | Pkte                      | Aufn.                     | GD                        | BED                       | BSD                       | HS                        |
| ------------------------- | ------------------------- | ------------------------- | ------------------------- | ------------------------- | ------------------------- | ------------------------- | ------------------------- | ------------------------- | ------------------------- |
| 1                         | Yenny Holm                | 6:0                       | 12:2                      | 74                        | 144                       | 0,513                     | 0,615                     | 0,705                     | 4                         |
| 2                         | Irena Michálková          | 3:3                       | 7:9                       | 71                        | 143                       | 0,496                     | 0,600                     | 1,090                     | 5                         |
| 3                         | Michaela Esser            | 2:4                       | 6:8                       | 67                        | 146                       | 0,458                     | 0,440                     | 0,521                     | 5                         |
| 4                         | Susanne Stengel-Ponsing   | 1:5                       | 5:11                      | 63                        | 163                       | 0,386                     | 0,500                     | 0,705                     | 5                         |

| Abschlusstabelle Gruppe C | Abschlusstabelle Gruppe C | Abschlusstabelle Gruppe C | Abschlusstabelle Gruppe C | Abschlusstabelle Gruppe C | Abschlusstabelle Gruppe C | Abschlusstabelle Gruppe C | Abschlusstabelle Gruppe C | Abschlusstabelle Gruppe C | Abschlusstabelle Gruppe C |
| Platz                     | Name                      | MP                        | SP                        | Pkte                      | Aufn.                     | GD                        | BED                       | BSD                       | HS                        |
| ------------------------- | ------------------------- | ------------------------- | ------------------------- | ------------------------- | ------------------------- | ------------------------- | ------------------------- | ------------------------- | ------------------------- |
| 1                         | Karina Jetten             | 6:0                       | 12:0                      | 72                        | 114                       | 0,631                     | 0,923                     | 1,333                     | 5                         |
| 2                         | Danielle le Bruijn        | 4:2                       | 8:6                       | 67                        | 122                       | 0,549                     | 0,545                     | 0,790                     | 4                         |
| 3                         | Katy Mahu                 | 2:4                       | 6:8                       | 54                        | 149                       | 0,362                     | 0,280                     | 0,923                     | 3                         |
| 4                         | Rachelle Meyer            | 0:6                       | 0:12                      | 20                        | 135                       | 0,148                     | -                         | -                         | 3                         |

| Abschlusstabelle Gruppe D | Abschlusstabelle Gruppe D | Abschlusstabelle Gruppe D | Abschlusstabelle Gruppe D | Abschlusstabelle Gruppe D | Abschlusstabelle Gruppe D | Abschlusstabelle Gruppe D | Abschlusstabelle Gruppe D | Abschlusstabelle Gruppe D | Abschlusstabelle Gruppe D |
| Platz                     | Name                      | MP                        | SP                        | Pkte                      | Aufn.                     | GD                        | BED                       | BSD                       | HS                        |
| ------------------------- | ------------------------- | ------------------------- | ------------------------- | ------------------------- | ------------------------- | ------------------------- | ------------------------- | ------------------------- | ------------------------- |
| 1                         | Gerrie Geelen             | 6:0                       | 13:3                      | 89                        | 168                       | 0,529                     | 0,610                     | 0,923                     | 5                         |
| 2                         | Jeanette Jensen           | 4:2                       | 8:6                       | 74                        | 151                       | 0,490                     | 0,631                     | 0,800                     | 4                         |
| 3                         | Marléne Cucurou           | 2:4                       | 6:10                      | 76                        | 152                       | 0,500                     | 0,666                     | 1,500                     | 7                         |
| 4                         | Ingrid Engelbrecht        | 0:6                       | 5:13                      | 76                        | 177                       | 0,429                     | -                         | 0,800                     | 5                         |

## KO-Runde
|  | Viertelfinale 2 GS bis 12 | Viertelfinale 2 GS bis 12 | Viertelfinale 2 GS bis 12 | Viertelfinale 2 GS bis 12 | Viertelfinale 2 GS bis 12 | Viertelfinale 2 GS bis 12 |                       |                    | Halbfinale 2 GS bis 12 | Halbfinale 2 GS bis 12 | Halbfinale 2 GS bis 12 | Halbfinale 2 GS bis 12 | Halbfinale 2 GS bis 12 | Halbfinale 2 GS bis 12 |      |       | Finale 2 GS bis 12 | Finale 2 GS bis 12 | Finale 2 GS bis 12 | Finale 2 GS bis 12 | Finale 2 GS bis 12 | Finale 2 GS bis 12 |
|  |                           |                           |                           |                           |                           |                           |                       |                    |                        |                        |                        |                        |                        |                        |      |       |                    |                    |                    |                    |                    |                    |
|  |                           | SP                        | Pkt.                      | Aufn.                     | GD                        | HS                        |                       |                    |                        |                        |                        |                        |                        |                        |      |       |                    |                    |                    |                    |                    |                    |
|  |                           | SP                        | Pkt.                      | Aufn.                     | GD                        | HS                        |                       |                    |                        |                        |                        |                        |                        |                        |      |       |                    |                    |                    |                    |                    |                    |
|  | Therese Klompenhouwer     | 4                         | 24                        | 26                        | 0,923                     | 7                         |                       |                    |                        |                        |                        |                        |                        |                        |      |       |                    |                    |                    |                    |                    |                    |
|  | Therese Klompenhouwer     | 4                         | 24                        | 26                        | 0,923                     | 7                         |                       | SP                 | Pkt.                   | Aufn.                  | GD                     | HS                     |                        |                        |      |       |                    |                    |                    |                    |                    |                    |
|  | Jeanette Jensen           | 0                         | 6                         | 25                        | 0,240                     | 2                         |                       | SP                 | Pkt.                   | Aufn.                  | GD                     | HS                     |                        |                        |      |       |                    |                    |                    |                    |                    |                    |
|  | Jeanette Jensen           | 0                         | 6                         | 25                        | 0,240                     | 2                         | Therese Klompenhouwer | 4                  | 24                     | 23                     | 1,083                  | 3                      |                        |                        |      |       |                    |                    |                    |                    |                    |                    |
|  |                           | SP                        | Pkt.                      | Aufn.                     | GD                        | HS                        | Therese Klompenhouwer | 4                  | 24                     | 23                     | 1,083                  | 3                      |                        |                        |      |       |                    |                    |                    |                    |                    |                    |
|  |                           | SP                        | Pkt.                      | Aufn.                     | GD                        | HS                        |                       | Karina Jetten      | 0                      | 18                     | 22                     | 0,818                  | 4                      |                        |      |       |                    |                    |                    |                    |                    |                    |
|  | Karina Jetten             | 4                         | 24                        | 50                        | 0,480                     | 5                         |                       | Karina Jetten      | 0                      | 18                     | 22                     | 0,818                  | 4                      |                        |      |       |                    |                    |                    |                    |                    |                    |
|  | Karina Jetten             | 4                         | 24                        | 50                        | 0,480                     | 5                         |                       |                    |                        |                        |                        |                        |                        | SP                     | Pkt. | Aufn. | GD                 | HS                 |                    |                    |                    |                    |
|  | Irena Michálková          | 0                         | 18                        | 49                        | 0,367                     | 3                         |                       |                    |                        |                        |                        |                        |                        | SP                     | Pkt. | Aufn. | GD                 | HS                 |                    |                    |                    |                    |
|  | Irena Michálková          | 0                         | 18                        | 49                        | 0,367                     | 3                         | Therese Klompenhouwer | 4                  | 24                     | 36                     | 0,666                  | 3                      |                        |                        |      |       |                    |                    |                    |                    |                    |                    |
|  |                           | SP                        | Pkt.                      | Aufn.                     | GD                        | HS                        | Therese Klompenhouwer | 4                  | 24                     | 36                     | 0,666                  | 3                      |                        |                        |      |       |                    |                    |                    |                    |                    |                    |
|  |                           | SP                        | Pkt.                      | Aufn.                     | GD                        | HS                        |                       | Danielle le Bruijn | 0                      | 11                     | 35                     | 0,314                  | 2                      |                        |      |       |                    |                    |                    |                    |                    |                    |
|  | Yenny Holm                | 0                         | 11                        | 30                        | 0,366                     | 3                         |                       | Danielle le Bruijn | 0                      | 11                     | 35                     | 0,314                  | 2                      |                        |      |       |                    |                    |                    |                    |                    |                    |
|  | Yenny Holm                | 0                         | 11                        | 30                        | 0,366                     | 3                         |                       | SP                 | Pkt.                   | Aufn.                  | GD                     | HS                     |                        |                        |      |       |                    |                    |                    |                    |                    |                    |
|  | Danielle le Bruijn        | 4                         | 24                        | 31                        | 0,744                     | 4                         |                       | SP                 | Pkt.                   | Aufn.                  | GD                     | HS                     |                        |                        |      |       |                    |                    |                    |                    |                    |                    |
|  | Danielle le Bruijn        | 4                         | 24                        | 31                        | 0,744                     | 4                         | Danielle le Bruijn    | 4                  | 24                     | 47                     | 0,510                  | 4                      |                        |                        |      |       |                    |                    |                    |                    |                    |                    |
|  |                           | SP                        | Pkt.                      | Aufn.                     | GD                        | HS                        | Danielle le Bruijn    | 4                  | 24                     | 47                     | 0,510                  | 4                      |                        |                        |      |       |                    |                    |                    |                    |                    |                    |
|  |                           | SP                        | Pkt.                      | Aufn.                     | GD                        | HS                        |                       | Maria Isabel Romia | 0                      | 14                     | 46                     | 0,304                  | 2                      |                        |      |       |                    |                    |                    |                    |                    |                    |
|  | Gerrie Geelen             | 0                         | 19                        | 43                        | 0,441                     | 3                         |                       | Maria Isabel Romia | 0                      | 14                     | 46                     | 0,304                  | 2                      |                        |      |       |                    |                    |                    |                    |                    |                    |
|  | Gerrie Geelen             | 0                         | 19                        | 43                        | 0,441                     | 3                         |                       |                    |                        |                        |                        |                        |                        |                        |      |       |                    |                    |                    |                    |                    |                    |
|  | Maria Isabel Romia        | 4                         | 24                        | 44                        | 0,545                     | 3                         |                       |                    |                        |                        |                        |                        |                        |                        |      |       |                    |                    |                    |                    |                    |                    |
|  | Maria Isabel Romia        | 4                         | 24                        | 44                        | 0,545                     | 3                         |                       |                    |                        |                        |                        |                        |                        |                        |      |       |                    |                    |                    |                    |                    |                    |

## Endergebnis
| MP    | Match Points (Sieger = 2; Unentschieden = 1; Verlierer = 0) |
| Pkte. | Erzielte Karambolagen                                       |
| Aufn. | Benötigte Versuche                                          |
| GD    | Generaldurchschnitt                                         |
| BED   | Bester Einzeldurchschnitt eines Spielers                    |
| HS    | Höchstserie                                                 |
|       | Bester GD des Turniers                                      |
|       | Bester ED des Turniers                                      |
|       | Beste HS des Turniers                                       |
|       | 1. Platz (Gold)                                             |
|       | 2. Platz (Silber)                                           |
|       | 3. Platz (Bronze)                                           |

| Endklassement              | Endklassement | Endklassement           | Endklassement | Endklassement | Endklassement | Endklassement | Endklassement | Endklassement | Endklassement | Endklassement |
| Phase                      | Platz         | Name                    | MP            | SP            | Pkt.          | Aufn.         | GD            | BED           | BSD           | HS            |
| -------------------------- | ------------- | ----------------------- | ------------- | ------------- | ------------- | ------------- | ------------- | ------------- | ------------- | ------------- |
| Finale                     | 1             | Therese Klompenhouwer   | 12:0          | 24:0          | 144           | 177           | 0,813         | 1,043         | 2,400         | 7             |
| Finale                     | 2             | Danielle le Bruijn      | 8:4           | 10:10         | 126           | 235           | 0,536         | 0,744         | 1,000         | 4             |
| Halb- finale               | 3             | Karina Jetten           | 8:2           | 16:4          | 114           | 186           | 0,612         | 0,923         | 1,333         | 5             |
| Halb- finale               | 3             | Maria Isabel Romia      | 5:5           | 11:11         | 113           | 227           | 0,497         | 0,545         | 0,857         | 4             |
| Viertel- finale            | 5             | Gerrie Geelen           | 6:2           | 13:7          | 108           | 211           | 0,511         | 0,610         | 0,923         | 5             |
| Viertel- finale            | 6             | Yenny Holm              | 6:2           | 12:6          | 85            | 174           | 0,488         | 0,615         | 0,705         | 4             |
| Viertel- finale            | 7             | Jeanette Jensen         | 4:4           | 8:10          | 80            | 176           | 0,454         | 0,631         | 0,800         | 4             |
| Viertel- finale            | 8             | Irena Michálková        | 3:5           | 7:13          | 89            | 192           | 0,463         | 0,600         | 1,090         | 5             |
| Gruppen- phase             | 9             | Helga Mitterböck        | 3:3           | 7:7           | 54            | 129           | 0,418         | 0,522         | 0,631         | 5             |
| Gruppen- phase             | 10            | Michaela Esser          | 2:4           | 6:8           | 67            | 146           | 0,458         | 0,440         | 0,521         | 5             |
| Gruppen- phase             | 11            | Katy Mahu               | 2:4           | 6:8           | 54            | 149           | 0,362         | 0,280         | 0,923         | 3             |
| Gruppen- phase             | 12            | Marléne Cucurou         | 2:4           | 6:10          | 76            | 152           | 0,500         | 0,666         | 1,500         | 7             |
| Gruppen- phase             | 13            | Susanne Stengel-Ponsing | 1:5           | 5:11          | 63            | 163           | 0,386         | 0,500         | 0,705         | 5             |
| Gruppen- phase             | 14            | Ingrid Engelbrecht      | 0:6           | 5:13          | 76            | 177           | 0,429         | -             | 0,800         | 5             |
| Gruppen- phase             | 15            | Steffi Träm             | 0:6           | 0:12          | 39            | 124           | 0,314         | -             | -             | 3             |
| Gruppen- phase             | 16            | Rachelle Meyer          | 0:6           | 0:12          | 20            | 135           | 0,148         | -             | -             | 3             |
| Turnierdurchschnitt: 0,475 |               |                         |               |               |               |               |               |               |               |               |